# Волынюк, Максим Николаевич
Макси́м Никола́евич Волынюк (род. 14 марта 1990, Лабытнанги, Тюменская область) — российский игрок в мини-футбол (футзал), универсал Казахстанского клуба «фк Семей». Чемпион России и Казахстана.

## Биография
Воспитанник тюменского мини-футбола, в возрасте 8 лет впервые начал заниматься мини-футболом. Первый тренер — Александр Ивченко (ДФК «Ямал»). Профессиональную карьеру начал в 2008 году в составе МФК «Тюмень-дубль».

## Достижения
«Тюмень-дубль»
- Победитель первой лиги: 2008/09
- Победитель высшей лиги: 2012/13

«Сибиряк»
- Бронзовый призёр чемпионата России: 2015/16

«Газпром-Югра»
- Чемпион России: 2017/18
- Обладатель Кубка России (2): 2017/18, 2018/19

«Норильский никель»
- Бронзовый призёр чемпионата России: 2020/21
- Обладатель Кубка России: 2019/20

«Семей»
- Чемпион Казахстана: 2023/24